# Terenzio (Goldoni)
Terenzio è un'opera teatrale in cinque atti in versi martelliani di Carlo Goldoni scritta nel 1754 e rappresentate per la prima volta a Venezia durante l'autunno di quell'anno. A tre anni di distanza da Il Molière, l'autore veneziano tornava a celebrare la vita di un commediografo del passato. Seguirà Torquato Tasso nel 1755.

## Trama
Roma, II secolo a.C., in casa del senatore Lucano. Il giovane schiavo africano Terenzio possiede una notevole cultura e conosce, essendo interessato alla commedia teatrale, anche le opere dello scrittore greco Menandro. Così, con il consiglio del padrone e l'incoraggiamento anche di altre alte autorità di Roma, come Scipione l'Africano, Terenzio inizia a fare le sue prime esperienze in campo teatrale: viene invitato nel Circolo degli Scipioni a leggere i suoi versi e suscita grande ilarità e ammirazione. Inscenata la prima commedia, Terenzio inizia ad essere bersagliato dalla critica che lo accusa di aver plagiato precedenti opere di Menandro o Aristofane. Tuttavia Terenzio si difende affermando di riprendere il modello degli antichi commediografi per inscenare nuove storie ricche di elementi comici, ma allo stesso tempo riflessivi. Terenzio è oggetto delle attenzioni di Livia, figlia adottiva di Lucano. In realtà Terenzio è innamorato di Creusa, schiava greca di Lucano e della quale il senatore è perdutamente attratto. Nel finale, Lucano abbandonerà le sue pretese su Creusa e Terenzio, non più schiavo ed elevatosi allo stato di liberto, godrà il frutto del suo merito e talento.

## Poetica
Con questa commedia, Goldoni cercò di venire incontro al gusto del pubblico veneziano che stava in quel periodo tributando largo consenso alle tragicommedie in versi martelliani dell’abate Chiari, rappresentate al Teatro Sant'Angelo. Scrisse il commediografo veneziano nella prefazione per l'edizione a stampa:  La manumissione di Terenzio è l'azione principale della Commedia, servendo l'episodio degli amori suoi per Creusa a ritardare e mettere in pericolo la di lui libertà, e a coronare all'ultimo con piena soddisfazione il Trionfo dell'amore e della virtù. Ho creduto bene far precedere un Prologo alla Commedia, non tanto per uniformarmi in questo all'uso di Terenzio medesimo, quanto per ispiegare al popolo la mia intenzione intorno ad una commedia estraordinaria al sistema nostro presente.